# 岩波重廣
岩波 重廣（いわなみ しげひろ、1955年2月15日 - 1999年1月21日）は、千葉県木更津市畑沢出身（山口県光市育ち）で、立浪部屋に所属した大相撲力士。本名は岩下 栄一（いわした えいいち）。最高位は東前頭8枚目（1980年5月場所）。現役時代の体格は181cm、143kg。得意手は突き、押し。趣味はラジコン。

## 来歴・人物
出生地は千葉県だが、父・吉郎の仕事（新日鉄の社員であった）の関係で小学校時代（それ以前の幼稚園時代も含む）から高校1年生の1学期までは、山口県光市で過ごした。
1970年7月、生まれ育った千葉に戻り、8月より千葉県立天羽高等学校に転入。
高校2年生の時に何となくではあるが力士を志望し、元関脇・羽黒山が率いる立浪部屋の門を叩いた。
初土俵は、1971年11月場所である。翌年3月、本名でもある「岩下」の四股名で序ノ口に付いた。
以来相撲を取りながら高等学校（天羽高等学校→東京都立両国高等学校（1972年1月から））にも通い、幕下時代の1974年3月、無事に卒業を果たしている。幕下時代には愛川欽也と共に、テレビCMに出演したことがある。
1976年9月、21歳で十両に昇進。十両は5場所で通過し、1977年7月場所に於いて、22歳で新入幕を果たした。
大きな体を生かした押し相撲を得意としたが、同場所13日目の高見山戦で脳震盪を起こし首と膝を負傷した事が大きく尾を引き、幕内上位への進出は一度も叶わなかった。1981年9月場所は黒姫山と共に十両陥落を喫しており、この場所は立浪部屋が幕内不在となった。
1982年以降は首・膝などの怪我に加え、糖尿病や内臓の病気にも悩まされて番付を下げてゆき、1983年5月場所では三段目まで陥落。三段目に落ちてからもしばらく頑張り、一時は幕下に復帰を果たした。
しかし、翌年3月、東三段目49枚目の地位で全休したのを最後に29歳で廃業のやむなきに至った。
廃業後は永らく療養生活を送っていたが、1998年より地元・木更津市で居酒屋「橘」の経営に関わった。
だが程なく体調を崩し、翌年1月21日、43歳の若さで急逝した。

## 主な戦績
- 通算成績：394勝394敗23休 勝率.500
- 幕内成績：103勝136敗16休 勝率.431
- 十両成績：160勝140敗 勝率.533
- 現役在位：75場所
- 幕内在位：17場所
- 十両在位：20場所
- 各段優勝
  - 十両優勝：1回（1979年5月場所）
  - 三段目優勝：2回（1973年11月場所、1974年7月場所）

### 場所別成績
| | 一月場所 初場所（東京） | 三月場所 春場所（大阪）   | 五月場所 夏場所（東京） | 七月場所 名古屋場所（愛知） | 九月場所 秋場所（東京）  | 十一月場所 九州場所（福岡） |
| --- | ----------------------- | ------------------------- | ----------------------- | --------------------------- | ------------------------ | --------------------------- |
| 1971年 （昭和46年） | x                       | x                         | x                       | x                           | x                        | （前相撲）                  |
| 1972年 （昭和47年） | （前相撲）              | 西序ノ口5枚目 6–1         | 東序二段27枚目 3–4      | 西序二段38枚目 6–1          | 東三段目72枚目 6–1       | 西三段目29枚目 4–3          |
| 1973年 （昭和48年） | 東三段目18枚目 6–1      | 西幕下41枚目 3–4          | 西幕下47枚目 2–5        | 東三段目6枚目 3–4           | 西三段目20枚目 3–4       | 東三段目34枚目 優勝 7–0     |
| 1974年 （昭和49年） | 西幕下32枚目 2–5        | 西幕下49枚目 3–4          | 西幕下60枚目 2–5        | 西三段目18枚目 優勝 7–0     | 西幕下22枚目 2–5         | 西幕下40枚目 4–3            |
| 1975年 （昭和50年） | 西幕下30枚目 3–4        | 東幕下38枚目 3–4          | 西幕下46枚目 5–2        | 東幕下31枚目 6–1            | 東幕下10枚目 3–4         | 西幕下14枚目 4–3            |
| 1976年 （昭和51年） | 西幕下10枚目 4–3        | 西幕下7枚目 5–2           | 東幕下2枚目 4–3         | 東幕下筆頭 4–3              | 東十両13枚目 8–7         | 東十両9枚目 10–5            |
| 1977年 （昭和52年） | 東十両3枚目 8–7         | 東十両2枚目 7–8           | 東十両3枚目 9–6         | 西前頭11枚目 7–7–1          | 東前頭13枚目 休場 0–0–15 | 東前頭13枚目 7–8            |
| 1978年 （昭和53年） | 東十両筆頭 8–7          | 西前頭12枚目 4–11         | 西十両7枚目 9–6         | 西十両3枚目 10–5            | 東前頭13枚目 6–9         | 東十両5枚目 10–5            |
| 1979年 （昭和54年） | 西前頭13枚目 5–10       | 東十両3枚目 8–7           | 西十両筆頭 優勝 12–3    | 西前頭9枚目 7–8             | 東前頭12枚目 8–7         | 西前頭8枚目 7–8             |
| 1980年 （昭和55年） | 東前頭9枚目 7–8         | 東前頭11枚目 8–7          | 東前頭8枚目 7–8         | 西前頭9枚目 5–10            | 西十両2枚目 4–11         | 東十両8枚目 10–5            |
| 1981年 （昭和56年） | 東十両3枚目 9–6         | 東前頭13枚目 8–7          | 東前頭9枚目 6–9         | 東前頭12枚目 6–9            | 東十両2枚目 8–7          | 西前頭13枚目 5–10           |
| 1982年 （昭和57年） | 西十両4枚目 5–10        | 西十両9枚目 10–5          | 東十両3枚目 4–11        | 東十両9枚目 6–9             | 東十両12枚目 5–10        | 西幕下7枚目 3–4             |
| 1983年 （昭和58年） | 東幕下13枚目 1–6        | 東幕下37枚目 2–5          | 西三段目2枚目 3–4       | 東三段目18枚目 5–2          | 東幕下54枚目 3–4         | 東三段目5枚目 3–4           |
| 1984年 （昭和59年） | 西三段目16枚目 1–6      | 東三段目49枚目 引退 0–0–7 | x                       | x                           | x                        | x                           |
| 各欄の数字は、「勝ち-負け-休場」を示す。 優勝 引退 休場 十両 幕下 三賞：敢=敢闘賞、殊=殊勲賞、技=技能賞 その他：★=金星 番付階級：幕内 - 十両 - 幕下 - 三段目 - 序二段 - 序ノ口 幕内序列：横綱 - 大関 - 関脇 - 小結 - 前頭（「#数字」は各位内の序列） |                         |                           |                         |                             |                          |                             |

### 幕内対戦成績
| 力士名   | 勝数 | 負数 | 力士名 | 勝数 | 負数 | 力士名     | 勝数 | 負数 | 力士名   | 勝数 | 負数 |
| -------- | ---- | ---- | ------ | ---- | ---- | ---------- | ---- | ---- | -------- | ---- | ---- |
| 青葉城   | 3    | 1    | 青葉山 | 4    | 6(1) | 朝汐(4代)  | 0    | 3    | 天ノ山   | 1    | 4    |
| 荒勢     | 1    | 5    | 大潮   | 1    | 3    | 巨砲       | 1    | 2    | 大錦     | 0    | 3    |
| 大登     | 0    | 1    | 魁輝   | 2    | 6    | 魁傑       | 1(1) | 0    | 影虎     | 3    | 0    |
| 北瀬海   | 2    | 0    | 麒麟児 | 2    | 2    | 蔵間       | 4    | 2    | 黒瀬川   | 3    | 2    |
| 琴風     | 1    | 2    | 琴ヶ嶽 | 0    | 1    | 琴千歳     | 1    | 1    | 琴乃富士 | 0    | 1    |
| 琴若     | 2    | 2    | 蔵玉錦 | 4    | 3    | 佐田の海   | 1    | 1    | 神幸     | 0    | 2    |
| 大旺     | 0    | 1    | 大寿山 | 2    | 0    | 大竜川     | 1    | 0    | 隆ノ里   | 3    | 6    |
| 隆三杉   | 1    | 0    | 高見山 | 2    | 6    | 谷嵐       | 0    | 3    | 玉輝山   | 0    | 2    |
| 玉ノ富士 | 3    | 0    | 千代櫻 | 1    | 0    | 千代の富士 | 1    | 2    | 出羽の花 | 1    | 4    |
| 闘竜     | 1    | 3    | 栃赤城 | 1    | 2    | 栃光       | 1    | 5    | 蜂矢     | 0    | 1    |
| 播竜山   | 1    | 3    | 富士櫻 | 5    | 4    | 双津竜     | 3    | 2    | 鳳凰     | 3    | 2    |
| 増位山   | 0    | 1    | 舛田山 | 4    | 6    | 三杉磯     | 1    | 2    | 満山     | 1    | 1    |
| 豊山     | 5    | 3    | 若獅子 | 2    | 2    | 若島津     | 0    | 1    | 若ノ海   | 1    | 0    |
| 鷲羽山   | 2    | 3    |        |      |      |            |      |      |          |      |      |

## 改名歴
- 岩下 栄一（いわした えいいち）1972年3月場所-1978年1月場所
- 照の山 栄一（てるのやま -）1978年3月場所-1980年5月場所
- 岩波 重廣（いわなみ しげひろ）1980年7月場所-1983年5月場所
- 岩下 栄一（いわした えいいち）1983年7月場所-1984年3月場所